# Tuberculobasis geijskesi
Tuberculobasis geijskesi – gatunek ważki z rodziny łątkowatych (Coenagrionidae).